# Бре-Сен-Кристоф
Бре-Сен-Кристо́ф (фр. Bray-Saint-Christophe) — коммуна во Франции, находится в регионе Пикардия. Департамент коммуны — Эна. Входит в состав кантона Рибмон. Округ коммуны — Сен-Кантен.
Код INSEE коммуны — 02117.

## Население
Население коммуны на 2010 год составляло 80 человек.
| 1962 | 1968 | 1975 | 1982 | 1990 | 1999 | 2010 |
| ---- | ---- | ---- | ---- | ---- | ---- | ---- |
| 66   | 83   | 67   | 55   | 72   | 68   | 80   |

## Экономика
В 2010 году среди 56 человек трудоспособного возраста (15—64 лет) 37 были экономически активными, 19 — неактивными (показатель активности — 66,1 %, в 1999 году было 79,2 %). Из 37 активных жителей работали 33 человека (17 мужчин и 16 женщин), безработных было 4 (2 мужчин и 2 женщины). Среди 19 неактивных 3 человека были учениками или студентами, 5 — пенсионерами, 11 были неактивными по другим причинам.